# Хобит: Битката на петте армии
„Хобит: Битката на петте армии“ (на английски: The Hobbit: The Battle of the Five Armies) e епичен фентъзи приключенски филм от 2014 г., режисиран от Питър Джаксън, със сценарий от Фран Уолш, Филипа Бойенс, Джаксън и Гийермо дел Торо, базиран на романа Хобитът от Дж. Р. Р. Толкин. Филмът е продължение на Хобит: Пущинакът на Смог (2013) и е последната част от трилогията Хобит, действаща като предистория на трилогията Властелинът на пръстените на Джаксън.
Историята на филма проследява края на приключението на Билбо Бегинс и дружината от джуджета на Торин Дъбощит, които завладяват съкровището под Самотната планина, докато различни армии се сблъскват за него, докато Азог Осквернителя и неговите сили правят своя ход. Във филма участват Мартин Фрийман, Иън Маккелън, Ричард Армитидж, Еванджелин Лили, Люк Евънс, Лий Пейс, Бенедикт Къмбърбач, Кен Стот, Ейдън Търнър, Дийн О'Горман, Били Конъли, Греъм Мактавиш, Джеймс Несбит, Стивън Фрай и Райън Гейдж. Актьорският ансамбъл включва още Кейт Бланшет, Иън Холм, Кристофър Лий, Хюго Уивинг и Орландо Блум.
Премиерата на филма Битката на петте армии, разпространяван от Уорнър Брос Пикчърс, е в Лондон на 1 декември 2014 г., на 11 декември в Нова Зеландия, на 17 декември в Съединените щати и на 19 декември в България. Филмът получава смесени отзиви от критиците и събира над 962,2 милиона долара в световен мащаб, което го прави вторият най-касов филм за 2014 г. Филмът получава множество отличия; на 87-ата церемония по връчване на наградите Оскар е номиниран за най-добър звуков монтаж.

## Сюжет
Билбо и джуджетата наблюдават от Самотната планина как драконът Смог опожарява Езерния град. Бард излиза от затвора и убива Смог с черната стрела. Падащото тяло на Смог смазва старейшината на града и неговите приближени, които бягат с лодка, пълна със златото на града. Бард става новият лидер на Езерния град и насочва хората му да търсят убежище в руините на Дейл. Торин, който сега притежава огромното съкровище в планината, търси обсесивно Аркена, който Билбо намира преди това, но го крие. След като чува, че оцелелите от Езерния град са избягали в Дейл, той нарежда входът на Самотната планина да бъде запечатан.
Междувременно Галадриел, Елронд и Саруман пристигат в Дол Гулдур и освобождават Гандалф, изпращайки го на безопасно място с Радагаст. Те се бият и побеждават Назгул и след това се изправят срещу самия безформен Саурон. Галадриел го побеждава в дуел на волята и прогонва него и силите му на изток. Азог, марширувайки към Еребор с огромната си армия от орки, изпраща сина си Болг на планината Гундабад, за да призове втората им армия. Леголас и Тауриел стават свидетели на армията на Болг, подкрепена от други твари.
Трандуил и армията от елфи пристигат в Дейл, за да си върнат съкровище, което някога им е било удържано от краля на джуджетата Трор. Бард моли Торин за частта от златото, обещан преди това на хората от Езерния град, но Торин отказва. Гандалф пристига в Дейл, за да предупреди Бард и Трандуил за Азог, но Трандуил го отхвърля. Билбо измъква Аркена от Еребор и го дава на Трандуил и Бард, за да могат да го разменят за обещаните съкровища и да предотвратят война. Торин гневно отказва предложението, докато Билбо го укорява, че е оставил алчността да замъгли преценката му. Торин почти убива Билбо, но е спрян от Гандалф. Братовчедът на Торин Дайн Железоноги с армията на джуджетата и започва битка срещу елфи и хора, докато не пристига армията на Азог. Силите на Даин, Трандуил и Бард, заедно с Гандалф и Билбо, веднага се обединяват срещу орките. Втори фронт се отваря, когато орките атакуват Дейл, принуждавайки Бард да изтегли силите си, за да защити града.
Вътре в Еребор Торин страда от травматични халюцинации, че е погълнат от златото, преди да възвърне здравия си разум и да поведе своята дружина да се присъедини към битката. Той язди с Дуалин, Фили и Кили, за да убият Азог. Междувременно Тауриел и Леголас пристигат, за да предупредят джуджетата за приближаването на Болг, а Билбо доброволно предава новината на Торин, използвайки магическия си пръстен, за да се движи в битката невидим. Азог убива Фили, докато Билбо и другите джуджета са принудени да наблюдават. Болг побеждава Тауриел и след това убива Кили, който ѝ се притича на помощ. Леголас се бие с Болг и накрая го убива. Великите орли пристигат с Радагаст и Беорн, и орките най-накрая са победени. В кулминацията Торин се сблъсква с Азог и го убива, но е смъртоносно ранен в борбата. Билбо сключва мир с умиращия Торин, докато Тауриел скърби за Кили. Трандуил съветва Леголас да потърси воин от Дунедайн на север, който носи името Арагорн. Торин е погребан с Аркена заедно с Кили и Фили, а Дайн е коронован за крал.
Дружината на Торин се установява обратно в Еребор и Дейл започва да се възстановява с Бард като лидер. Билбо се сбогува с останалите членове от дружината и се прибира в Графството с Гандалф. Докато двамата се разделят в покрайнините на Графството, Гандалф признава, че знае за пръстена на Билбо и го предупреждава за това, въпреки че Билбо го уверява, че е изгубил пръстена. Билбо се връща в дома си, за да открие, че вещите му са продадени на търг, защото е смятан за мъртъв. Той спира продажбата и започва да подрежда дома си, разкривайки, че все още притежава пръстена. Шестдесет години по-късно Билбо получава посещение от Гандалф на 111-ия си рожден ден.

## Актьорски състав
| Актьор             | Роля                |
| ------------------ | ------------------- |
| Мартин Фрийман     | Билбо Бегинс        |
| Иън Холм           | Билбо Бегинс (стар) |
| Иън Маккелън       | Гандалф             |
| Бенедикт Къмбърбач | Смог / Некромантът  |
| Люк Евънс          | Бард Стрелеца       |
| Орландо Блум       | Леголас             |
| Еванджелин Лили    | Тауриел             |
| Лий Пейс           | Трандуил            |
| Стивън Фрай        | господар на Есгарот |
| Кейт Бланшет       | Галадриел           |
| Хюго Уивинг        | Елронд              |
| Кристофър Лий      | Саруман             |
| Силвестър Маккой   | Радагаст            |
| Ману Бенет         | Азог                |
| Лорънс Макоаре     | Болг                |
| Били Конъли        | Дайн Железоноги     |
| Микаел Персбранд   | Беорн               |

| 13-те джуджета  | 13-те джуджета |
| --------------- | -------------- |
| Ричард Армитидж | Торин Дъбощит  |
| Греъм Мактавиш  | Дуалин         |
| Кен Стот        | Балин          |
| Ейдън Търнър    | Кили           |
| Дийн О'Горман   | Фили           |
| Марк Хадлоу     | Дори           |
| Джед Брофи      | Нори           |
| Адам Браун      | Ори            |
| Джон Калън      | Оин            |
| Питър Хамбълтън | Глоин          |
| Уилям Киршър    | Бифур          |
| Джеймс Несбит   | Бофур          |
| Стивън Хънтър   | Бомбур         |

## Награди и номинации
| Категория                                    | Номиниран(и)                                               | Резултат                    |
| Оскар (22 февруари 2015 г.)                  | Оскар (22 февруари 2015 г.)                                | Оскар (22 февруари 2015 г.) |
| -------------------------------------------- | ---------------------------------------------------------- | --------------------------- |
| Най-добър звуков монтаж                      | Най-добър звуков монтаж                                    | номинация                   |
| Награда на БАФТА (8 февруари 2015 г.)        |                                                            |                             |
| Най-добри специални визуални ефекти          | Най-добри специални визуални ефекти                        | номинация                   |
| Сатурн (25 юни 2015 г.)                      |                                                            |                             |
| Най-добър фентъзи филм                       | Най-добър фентъзи филм                                     | награда                     |
| Най-добър актьор в поддържаща роля           | Ричард Армитидж                                            | награда                     |
| Най-добър грим                               | Най-добър грим                                             | номинация                   |
| Най-добри специални ефекти                   | Най-добри специални ефекти                                 | номинация                   |
| Най-добър сценарий                           | Фран Уолш, Филипа Бойенс, Питър Джаксън и Гилермо дел Торо | номинация                   |
| Най-добра музика                             | Хауърд Шор                                                 | номинация                   |
| Най-добра актриса в поддържаща роля          | Еванджелин Лили                                            | номинация                   |
| Емпайър (29 март 2015 г.)                    |                                                            |                             |
| Най-добър филм                               | Най-добър филм                                             | номинация                   |
| Най-добър научнофантастичен или фентъзи филм | Най-добър научнофантастичен или фентъзи филм               | номинация                   |
| Най-добър режисьор                           | Питър Джаксън                                              | номинация                   |
| Най-добър актьор                             | Ричард Армитидж                                            | номинация                   |